# Dr. Frederick Chilton
El Dr. Frederick Chilton es un personaje ficticio perteneciente a las novelas de Thomas Harris: Dragón Rojo y The Silence of the Lambs. Es un personaje secundario y el principal adversario del Dr. Hannibal Lecter

## Historia
Chilton hace su primera aparición en la segunda novela de Harris, Red Dragon, como el director del Hospital de Chesapeake para criminales dementes y más tarde el Hospital de Baltimore para criminales dementes, en donde se encuentra el famoso caníbal el Dr. Hannibal Lecter (personaje secundario de la novela).
El villano del libro Francis Dolarhyde, se entera por un artículo de periódico escrito por Freddy Lounds que Will Graham busca el asesoramiento de Lecter para capturarlo, así que le envía un mensaje codificado en la columna de Lounds "El Nacional Tattler". Antes de responder, Lecter va a la imprenta, sin embargo, un equipo de limpieza encuentra la carta hacia Dolarhyde, escrita en el papel higiénico personal de la celda de Lecter. Chilton llama al  FBI para informar a Graham y a Jack Crawford, descubriendo que Lecter por el mensaje ordenaba a Dolarhyde matar a la familia de Graham.
En The Silence of the Lambs, Hannibal es necesitado nuevamente para ser entrevistado y capturar a un asesino en serie de mujeres apodado como Buffalo Bill. Esta vez es Clarice Starling quien se dispone a entrevistarlo. Chilton trata de coquetearle pero Clarice no le toma importancia alguna. Luego del secuestro de la hija de la senadora Ruth Martin, Catherine Martin, el FBI le tiende una trampa a Lecter para hacerlo hablar. Es Clarice quien lo lleva a cabo haciéndolo llenar una hoja con información sobre Bill y prometiéndole un traslado a un hospital más cómodo y accesible. Cuando Lecter llena la hoja, Chilton en seguida se burla de él confesándolo que lo "engañaron", pero Lecter sabe que toda la información que le ha dado a Clarice sobre Búfalo Bill es completamente errónea. Hannibal se dispone a colaborar el rescate de Catherine pidiendo hablar personalmente con la senadora. Dicho esto, Chilton aprovecha para hacerse notar en los medios de comunicación, cotizándose entonces con estos. Sabiendo que Hannibal no querrá volver a hablar con Clarice (aunque esto no fue así), pide sacarla de una entrevista más que tiene con el Dr. Lecter en el edificio donde está internado luego de hablar con la senadora Ruth Martin. Esa noche Lecter escapa gracias a un plan bien elaborado. Chilton entra en desesperación al enterarse. Al final de la novela, Chilton recibe una carta de Lecter en donde lo amenaza de tomar una futura venganza contra su mayor adversario. En la película, Hannibal, disfrazado, habla por teléfono con Clarice desde las Bahamas mencionando la frase: "Iré a cenar con un viejo amigo" y al colgar la llamada se puede ver a Chilton bajando de un avión entre las personas, caminando Hannibal detrás de él. 
En la siguiente novela de Harris, "Hannibal", el hospital psiquiátrico de Chilton ha sido cerrado, y se menciona que él desapareció hace 7 años en sus vacaciones en Jamaica, dándose a entender descaradamente que Hannibal lo secuestró, lo mató y por consiguiente se lo comió (teoría que resulta la más factible).

## En los medios
En la primera adaptación de las novelas de Hannibal de Harris, Manhunter, Chilton fue interpretado por Benjamin Hendrickson. En The Silence of the Lambs y Red Dragon el personaje fue interpretado por Anthony Heald. En la serie de televisión Hannibal, Chilton es interpretado por Raúl Esparza.

## Personalidad
Chilton es característicamente un hombre que se presta demasiada atención a sí mismo y a sus propios intereses: siempre que tiene la oportunidad trata de autodestacarse de entre quienes lo rodean, y está acostumbrado a dar órdenes y a tratar de forma algo irrespetuosa a sus interlocutores. Se lo califica frecuentemente como "un director de hospital incompetente", a pesar de que las evidencias directas de una mala administración son casi nulas. Desperdicia gran parte de su tiempo tratando de hacer la estadía de Lecter en el hospital tan aborrecible para él como pueda, cuidando siempre de aparentar que las constantes represalias que toma en su contra son justas sanciones por la mala conducta que parece poder atribuírsele.
- Datos: Q2838212